# Anthony Montero
Anthony José Montero Chirinos (ur. 24 maja 1997) – wenezuelski zapaśnik walczący w stylu wolnym. Olimpijczyk z Paryża 2024, gdzie zajął szesnaste miejsce w kategorii do 74 kg. Zajął 25. miejsce na mistrzostwach świata w 2023 roku. 
Brązowy medalista igrzysk panamerykańskich w 2023. Złoty medalista mistrzostw panamerykańskich w 2016, srebrny w 2025, brązowy w 2020 i 2024. Triumfator igrzysk Ameryki Południowej w 2018 i 2022. Złoty medalista igrzysk Ameryki Środkowej i Karaibów w 2023 i brązowy w 2018. Mistrz igrzysk boliwaryjskich w 2017 i 2022.
Mistrz panamerykański juniorów w 2016 i 2017, a drugi w 2015. W zawodach kadetów pierwszy w 2013 i 2014. Wicemistrz młodzieżowych igrzysk olimpijskich z 2014 roku.